# Adetus postilenatus
Adetus postilenatus là một loài bọ cánh cứng trong họ Cerambycidae.